# Fonte de Santa Vinifrida

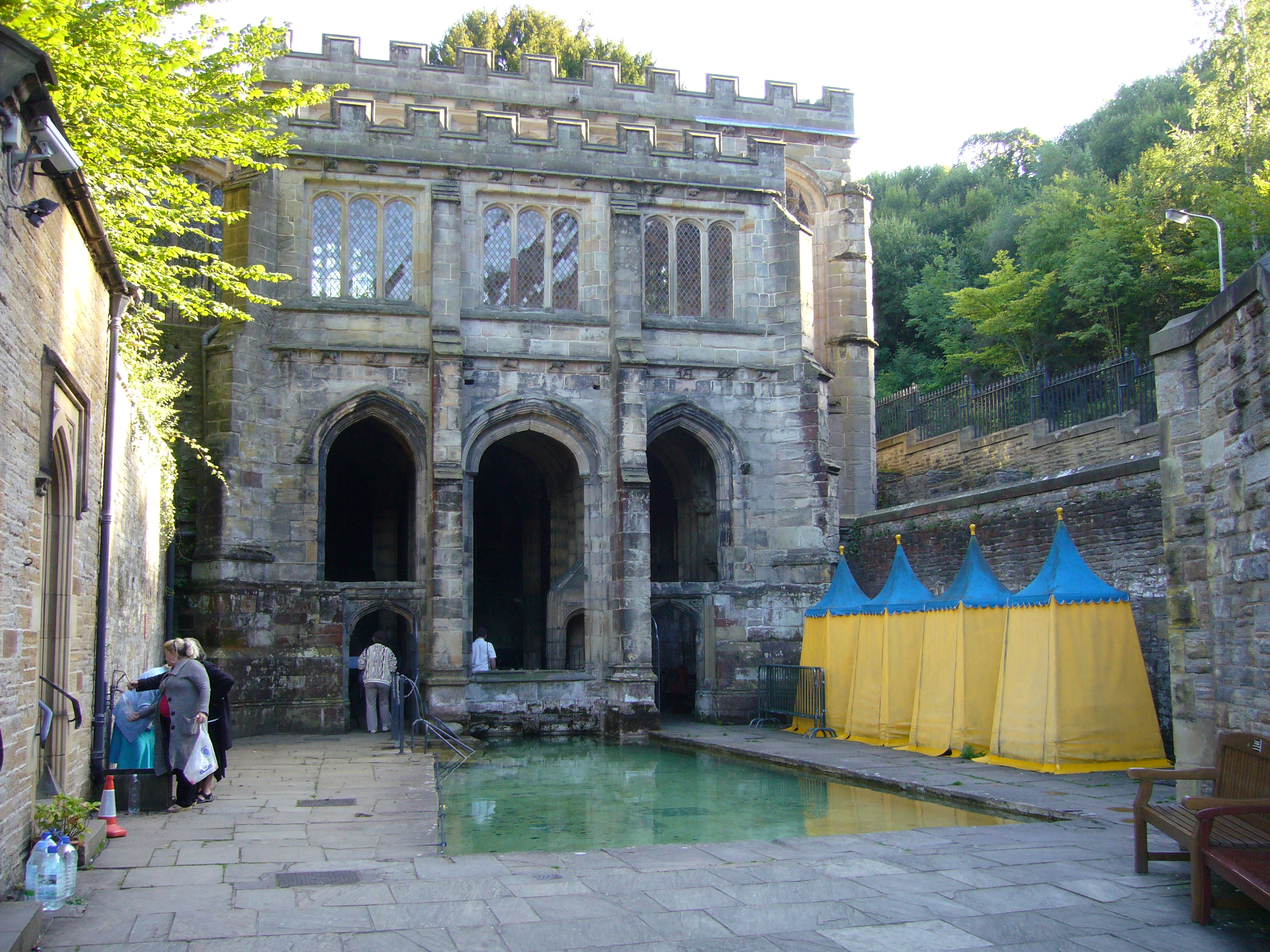
Fonte de Santa Vinifrida - Piscina e vestiários

Fonte de Santa Vinifrida (em galês:  Ffynnon Wenffrewi) é uma fonte localizada na cidade de Holywell, Flintshire, no País de Gales. Afirma ser o local de peregrinação mais antigo continuamente visitado na Grã-Bretanha e é um edifício listado de grau I e um monumento antigo programado. É um dos poucos locais mencionados pelo nome no poema aliterativo medieval anônimo Sir Gawain e o Cavaleiro Verde.

## História

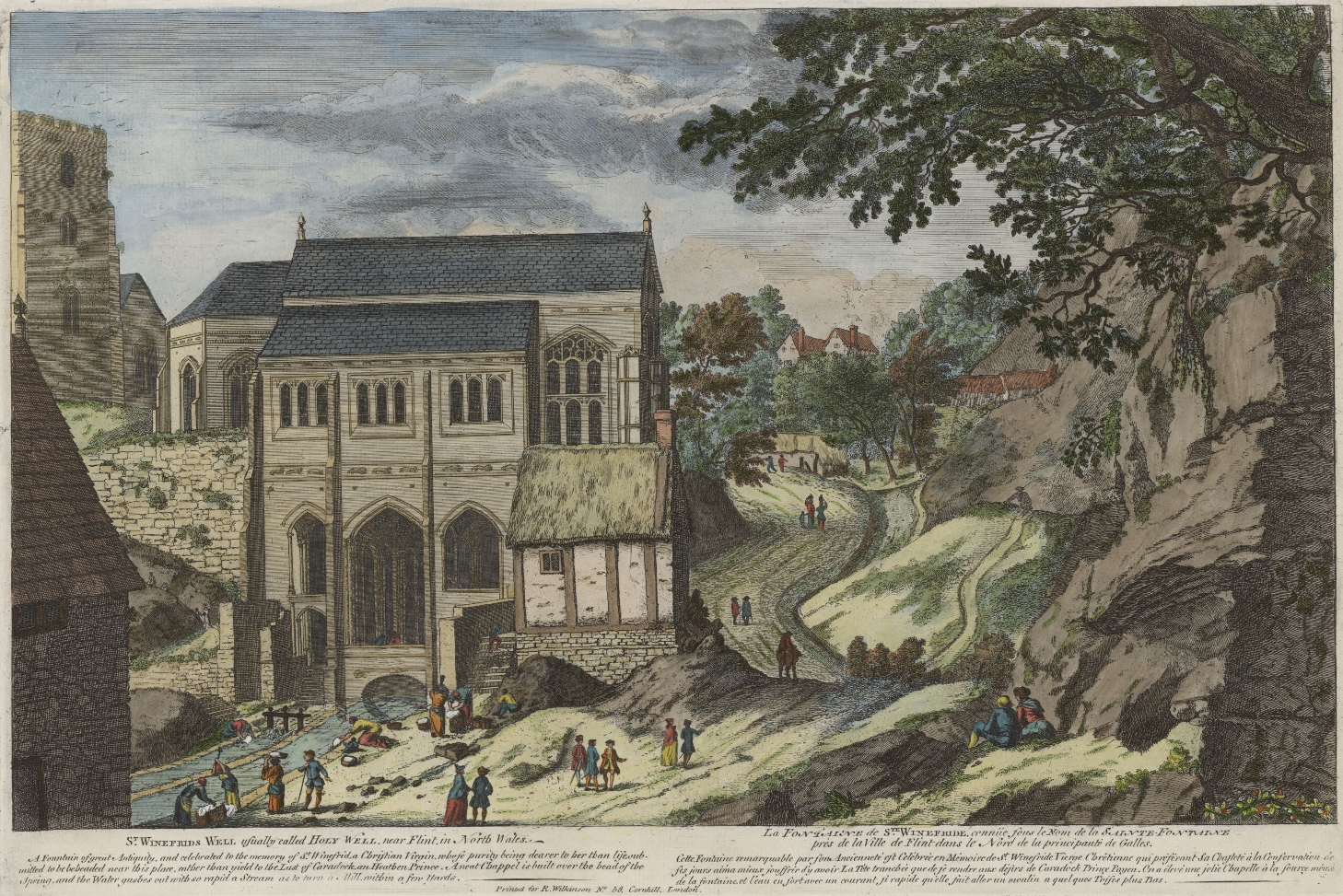
St. Winefride's Well, c. 1790

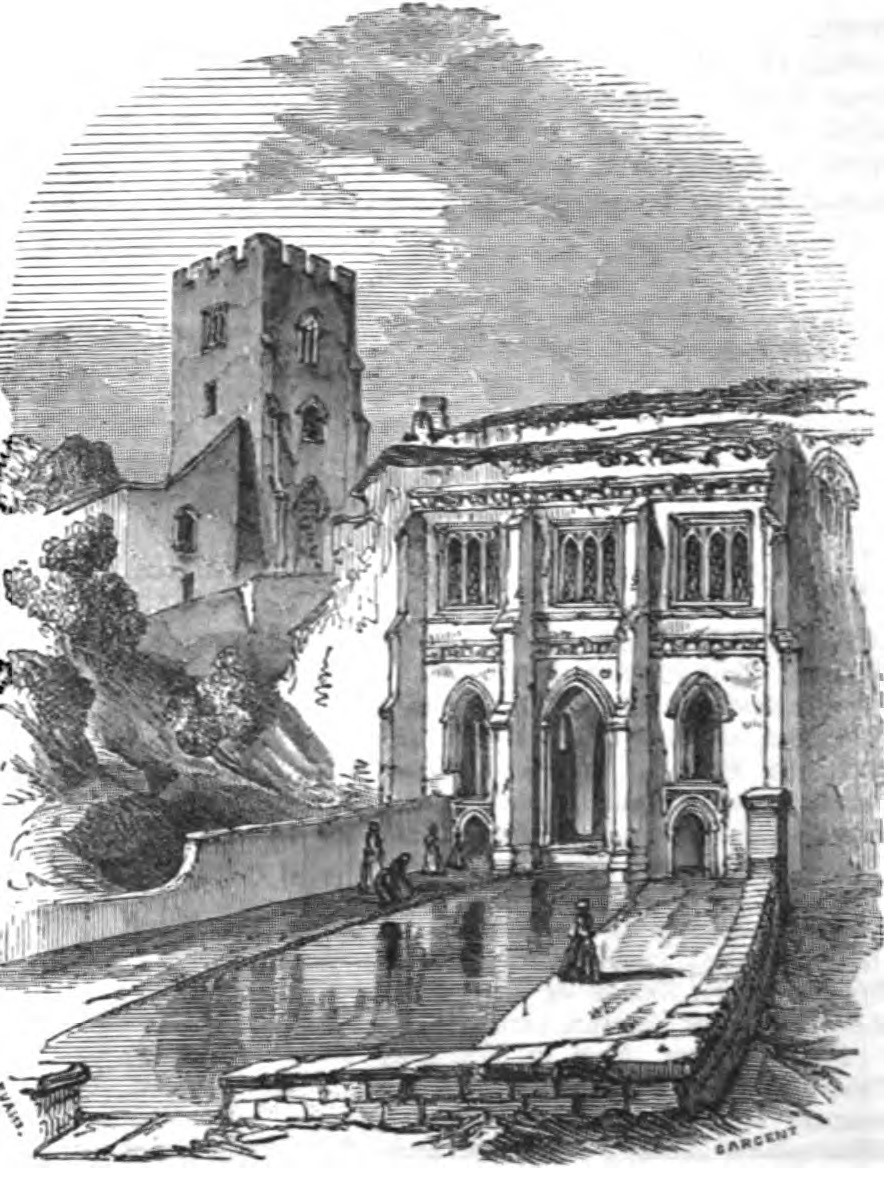
St Winifred's Well, FlintShire (Robert Chambers, p. 6, 1832)

Diz-se que as águas curativas causam curas milagrosas, com relatórios contínuos desde o início do período medieval, embora diga-se que a associação com a veneração de Santa Vinifrida não possa ser rastreada antes do século XII (a transferência de 1138 de suas relíquias para Shrewsbury) .
Na hagiografia do século XII, Santa Vinifrida é uma virgem mártir, decapitada por Caradoc, um príncipe local, depois que ela rejeitou seus avanços. Uma fonte surgiu do solo no local onde sua cabeça caiu e mais tarde ela foi restaurada à vida por seu tio, São Beuno.
O poço é conhecido como " Lourdes de Gales" e é mencionado em uma antiga rima como uma das Sete Maravilhas de Gales. 
Ricardo I visitou o local em 1189 para orar pelo sucesso de sua cruzada, e Henrique V foi dito por Adam de Usk ter viajado para lá a pé de Shrewsbury em 1416.
No final do século XV Lady Margaret Beaufort construiu uma capela com vista para a fonte, que agora se abre para uma piscina onde os visitantes podem se banhar.
Algumas das estruturas no poço datam do reinado do rei Henrique VII ou anterior. Mais tarde, o rei Henrique VIII destruiu o santuário e as relíquias sagradas, mas algumas foram recuperadas para serem alojadas em Shrewsbury e Holywell.
No século XVII o poço tornou-se conhecido como um símbolo da sobrevivência da recusância católica no País de Gales. Desde o início de sua missão na Inglaterra, os jesuítas apoiaram o poço. Em 1605, muitos dos envolvidos com o complô da Pólvora o visitaram com o Padre Edward Oldcorne para agradecer por sua libertação do câncer ou, como alguns disseram, para planejar o complô.
Jaime II é conhecido por ter visitado o poço com sua esposa Maria de Módena durante 1686, após várias tentativas fracassadas de produzir um herdeiro para o trono. Pouco depois dessa visita, Maria ficou grávida de um filho, Tiago.
A Princesa Vitória, hospedada em Holywell com seu tio, o rei Leopoldo da Bélgica, visitou a fonte em 1828. Depois que o Roman Catholic Relief Act 1829 foi promulgado, a Ordem dos Jesuítas encorajou um renascimento da peregrinação a fonte.
A cantaria da capela está coberta por centenas de grafites, iniciais de peregrinos agradecidos. Algumas inscrições testemunham curas recebidas ali.
Em janeiro de 1917, o North Wales Chronicle and Advertiser informou que o fluxo da primavera havia cessado.
Os jardins da fonte foram adquiridos em 1930 após a remoção da antiga cervejaria de St. Winefride.
Birgitte Henriksen, a duquesa de Gloucester, visitou o poço em 2005.

## Galeria de imagens

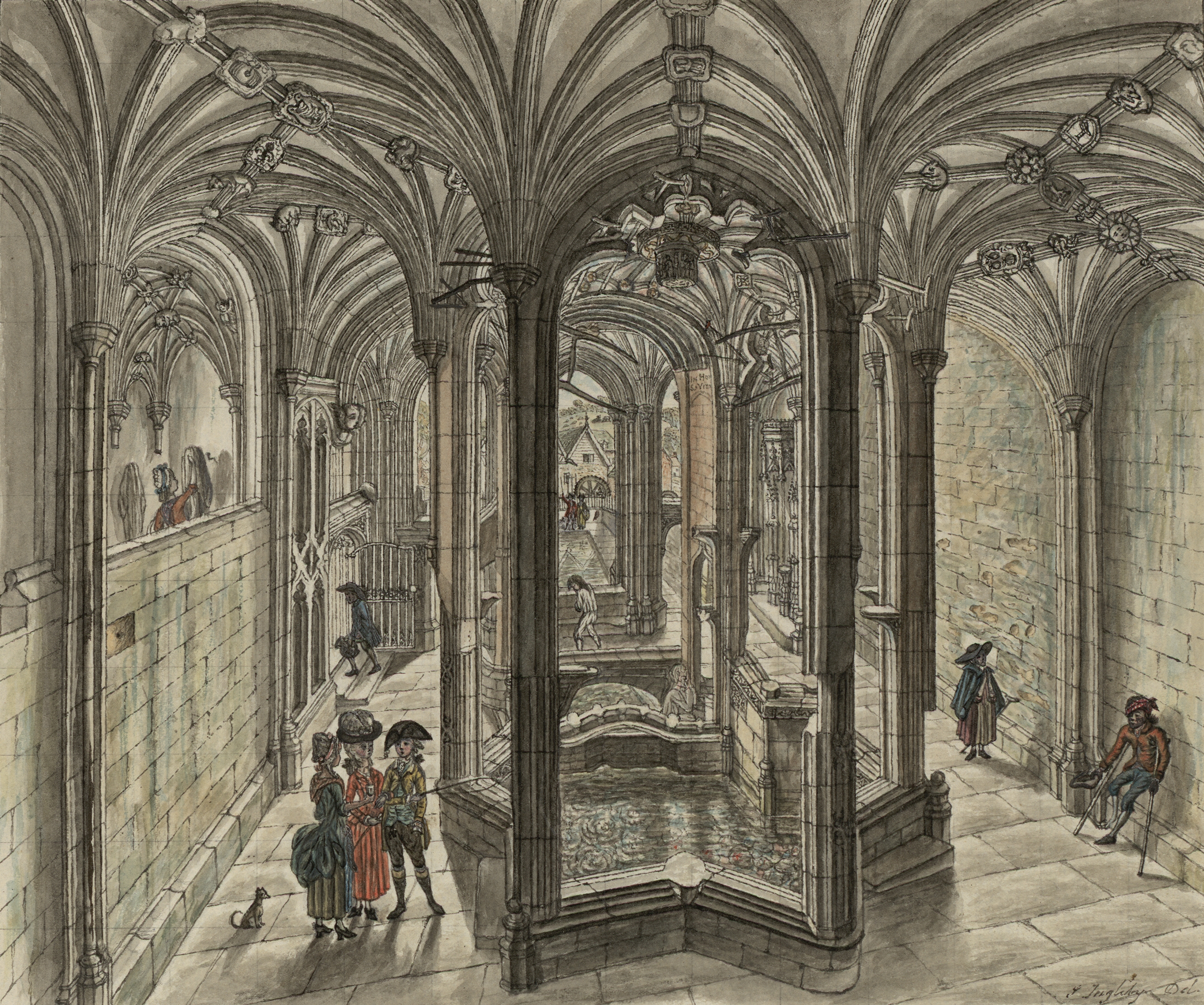
Interior da fonte de Santa Vinifrida c. 1781
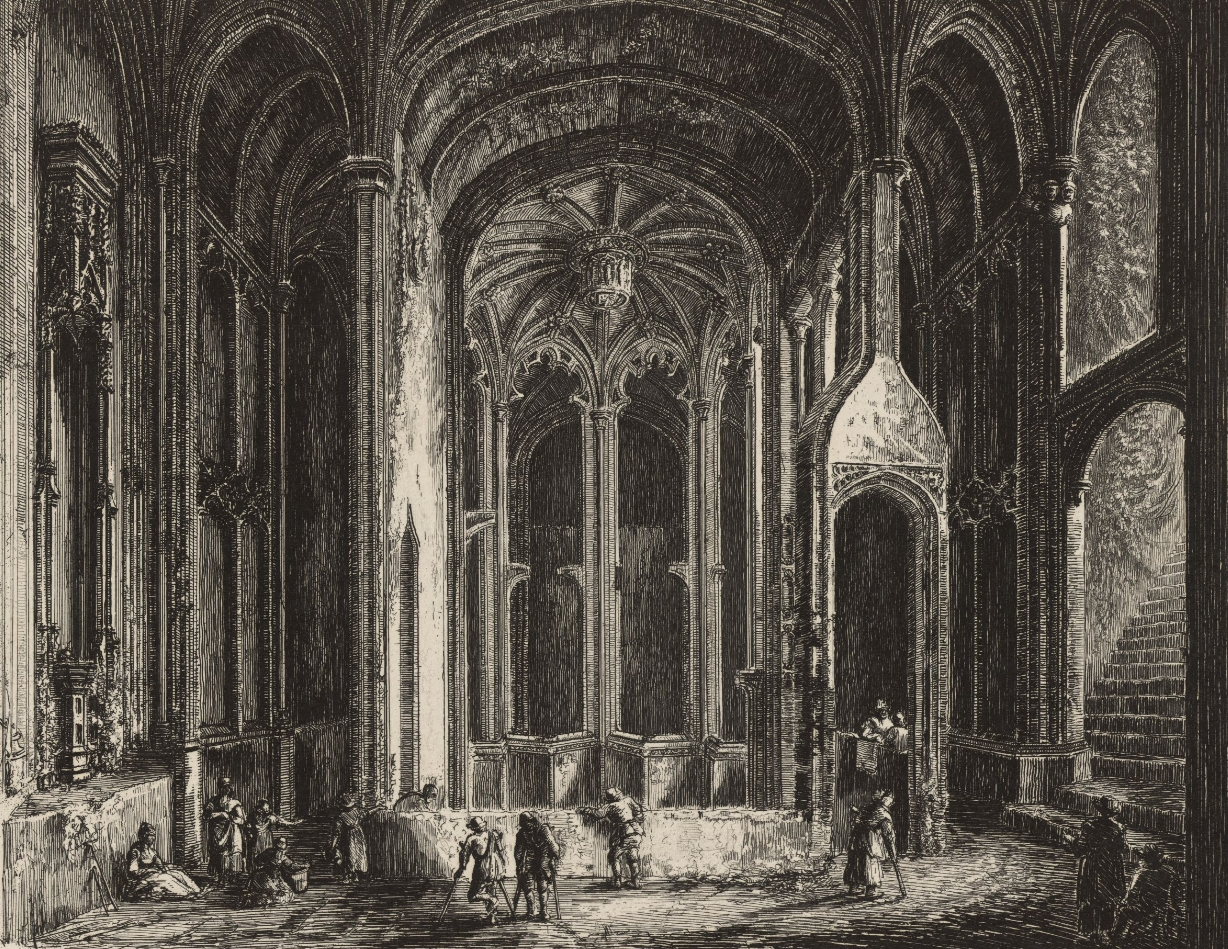
Interior da fonte de Santa Vinifrida, 1813
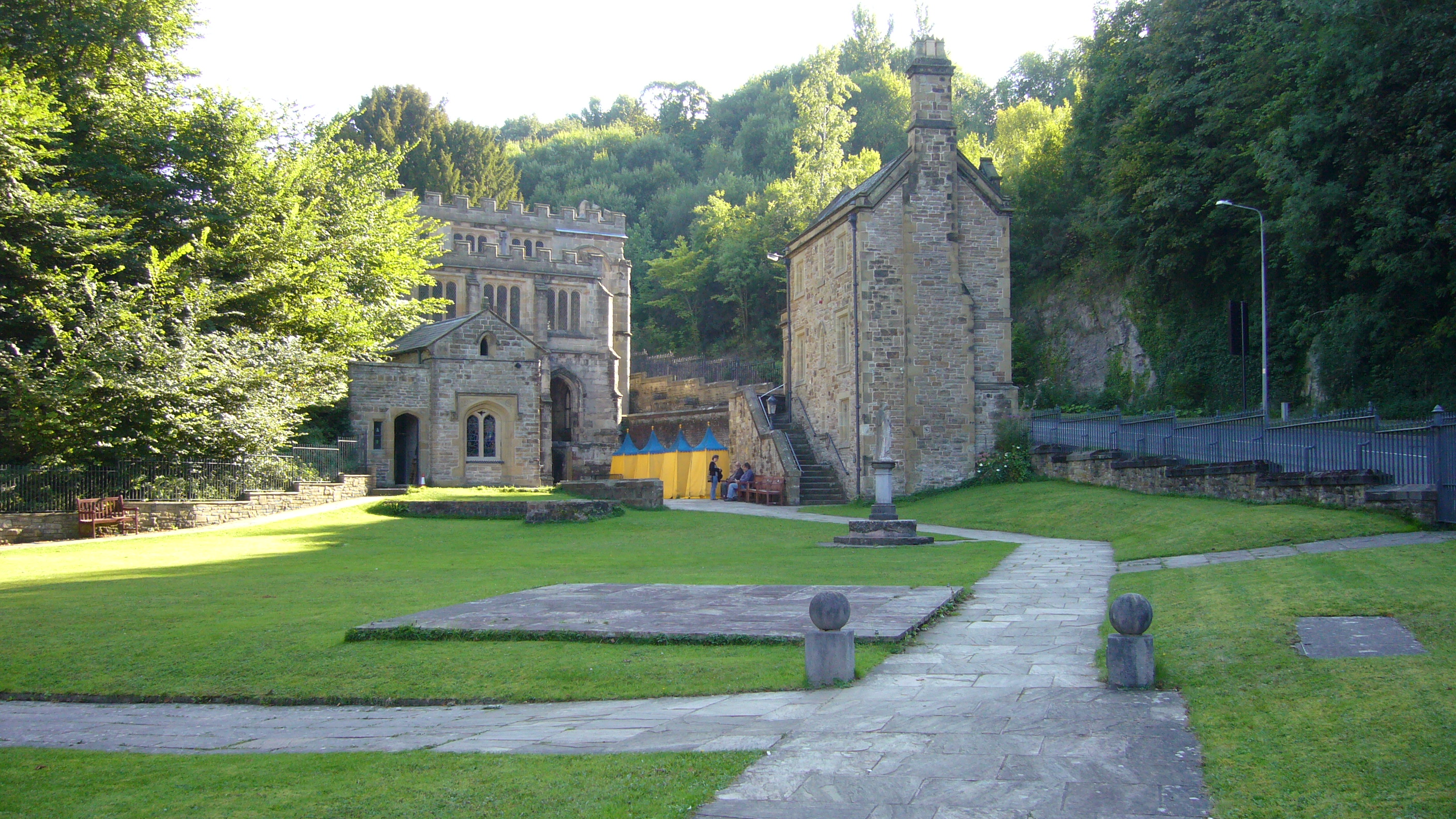
Vista da entrada para o sítio
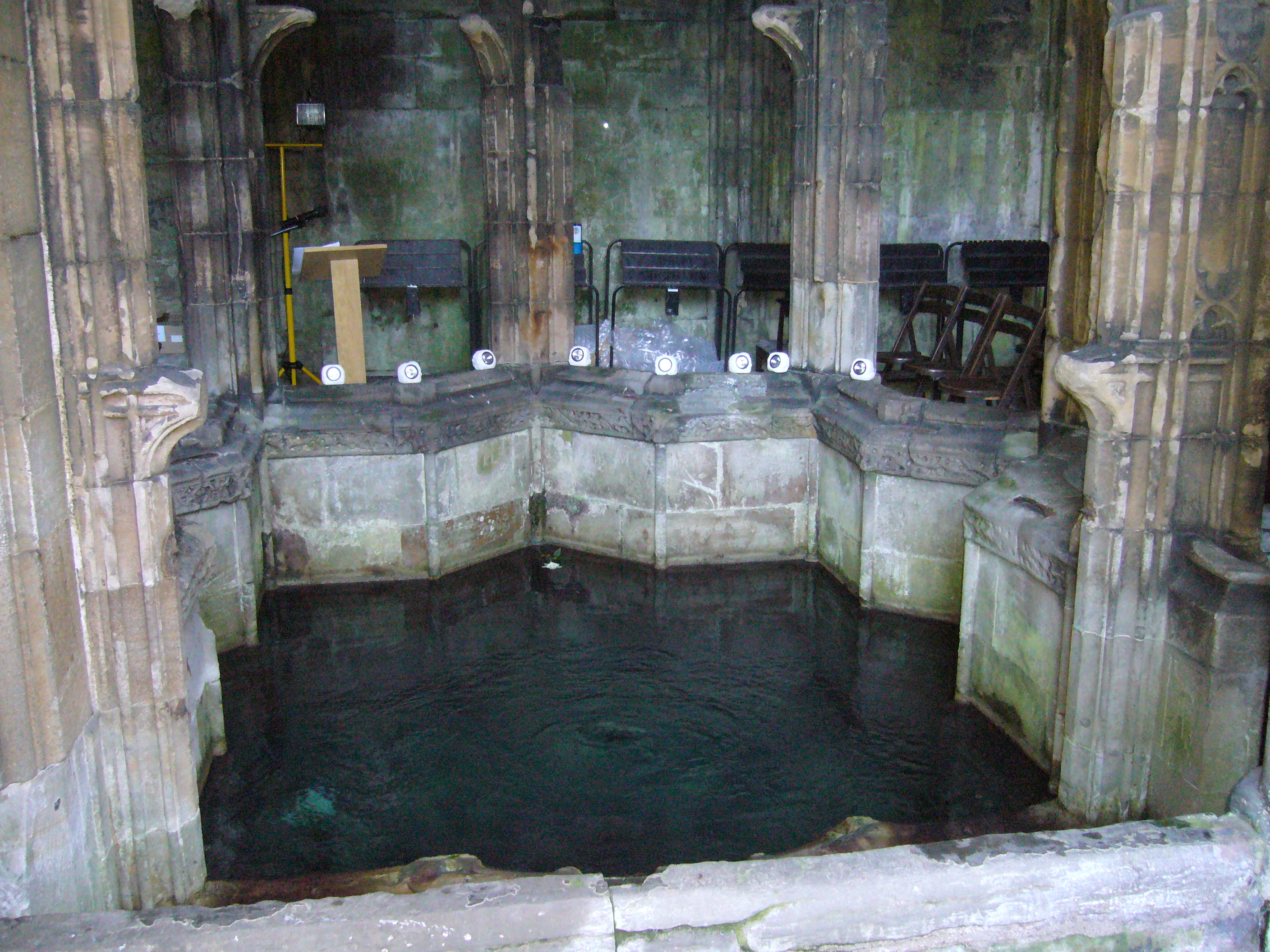
A fonte da água
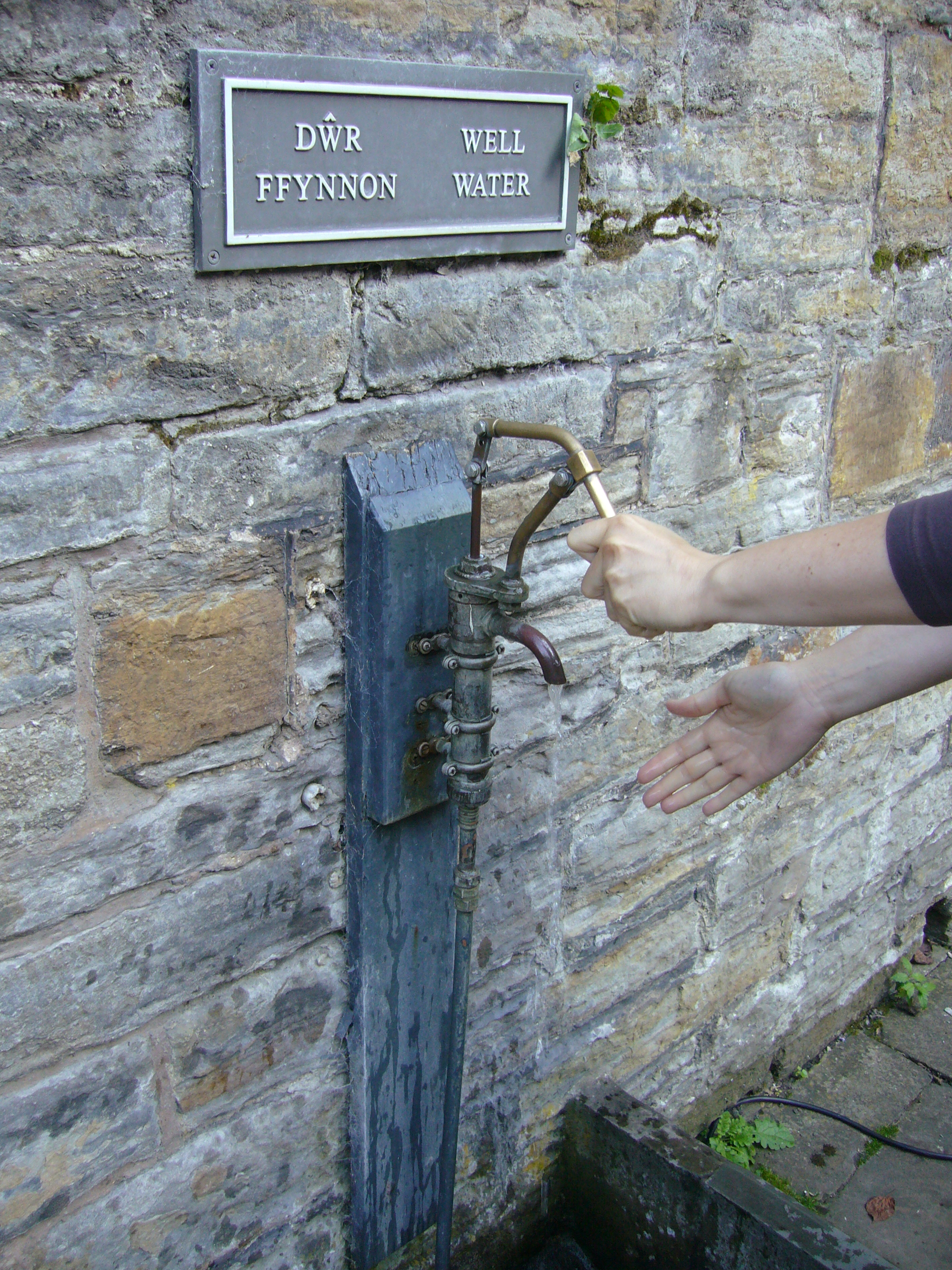
Bomba manual junto à piscina de banho, fornecendo água potável da nascente
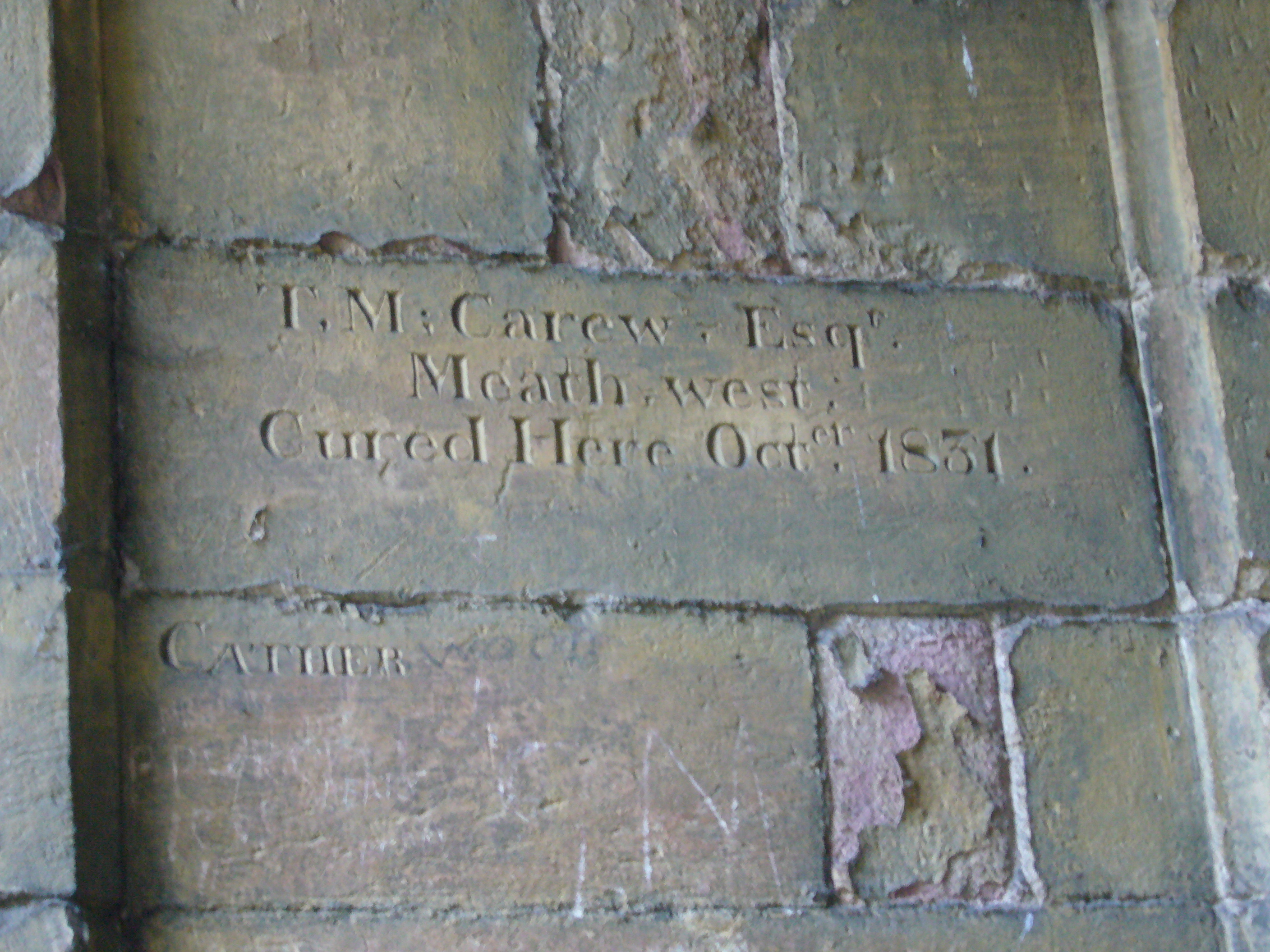
Inscrição deixada por alguém que foi curado
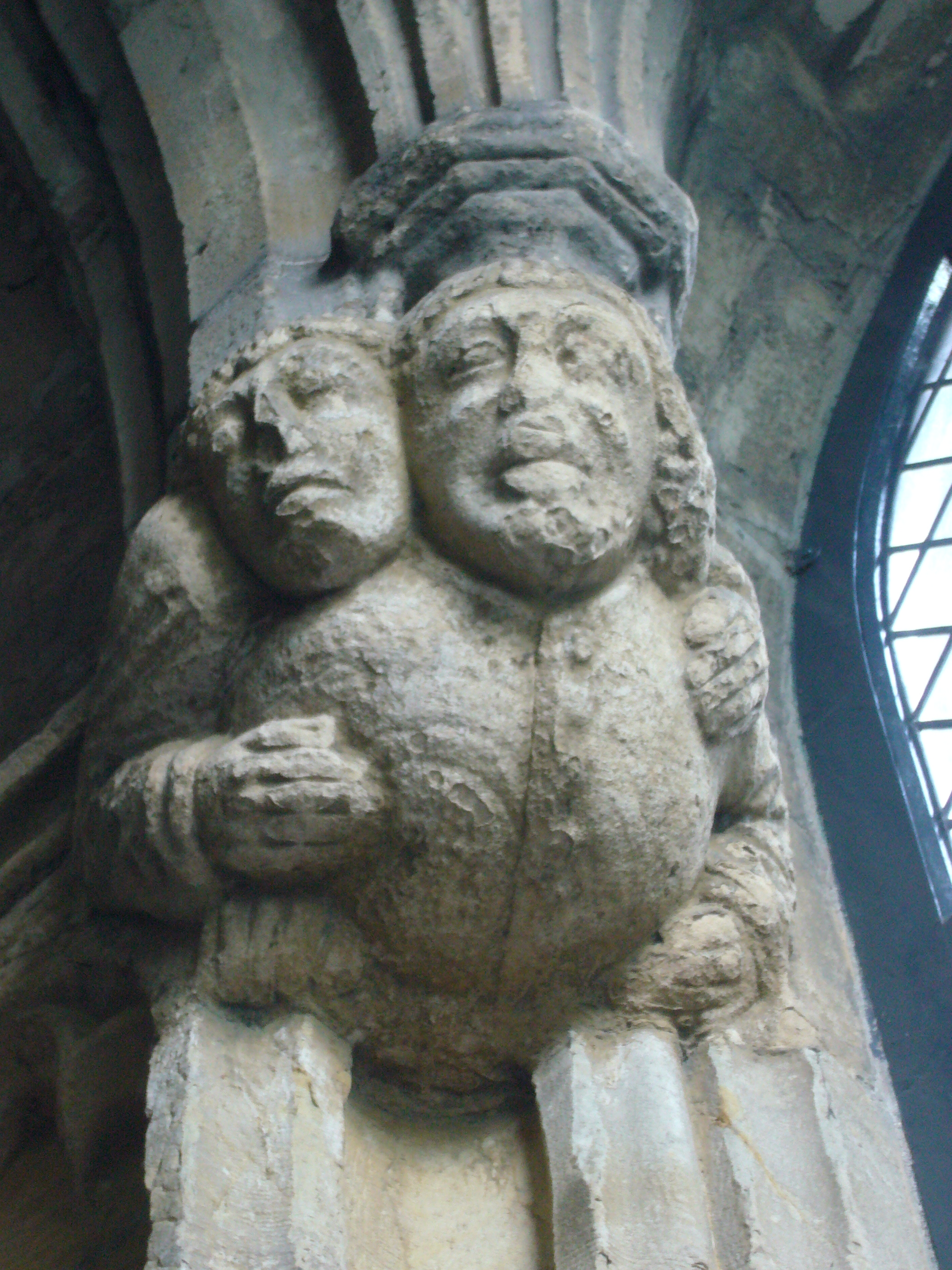
Decoração no topo de um pilar mostrando homem carregando um companheiro deficiente
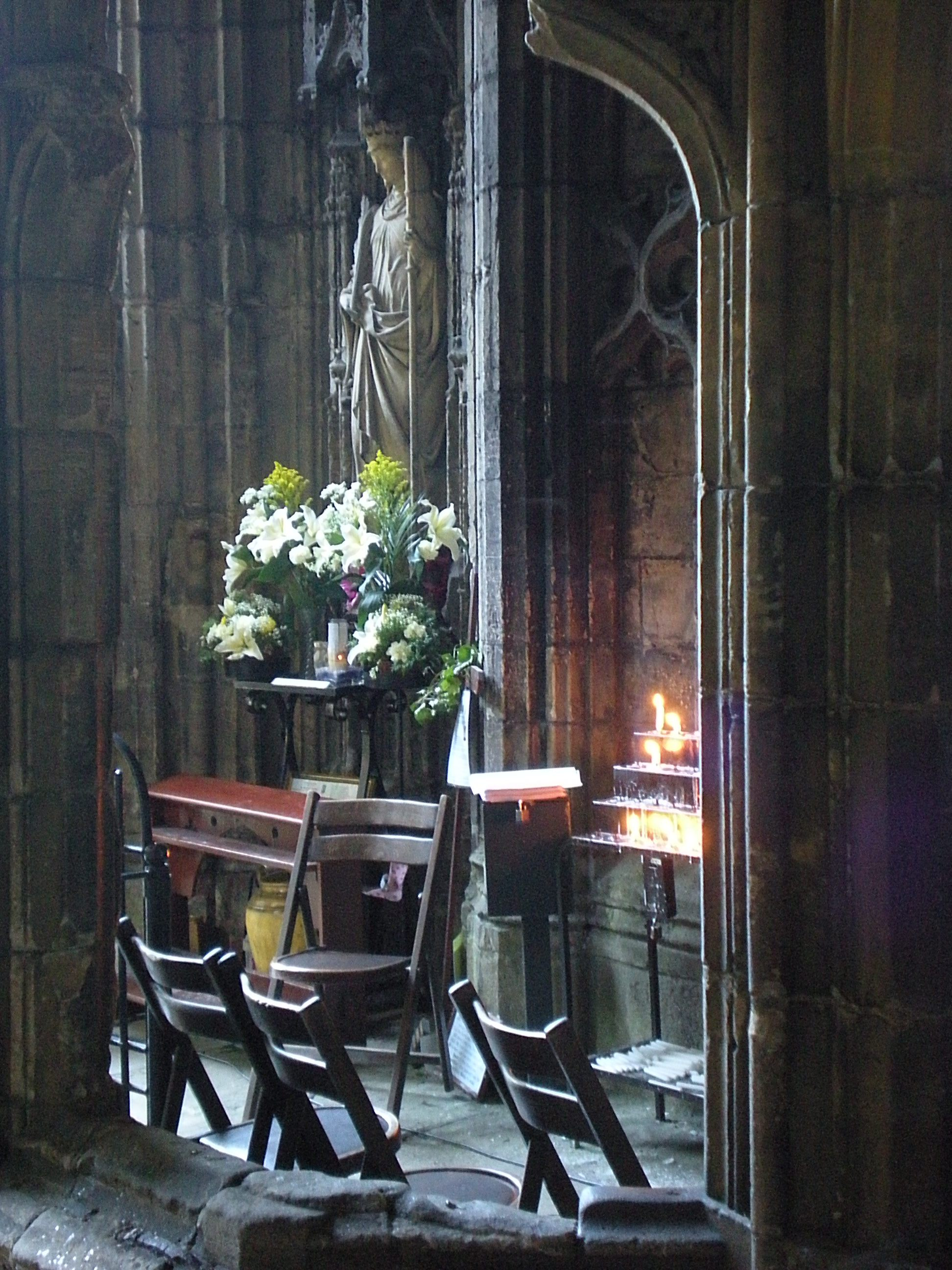
Velas acesas em frente a uma estátua de St. Winefride

## Dias modernos
A criação do túnel de drenagem da mina Milwr fez com que o poço secasse quando o trabalho de construção do túnel quebrou em uma caverna inundada da qual o poço foi o principal ressurgimento. Para manter o abastecimento de água do poço, que era usado pelas indústrias locais, a água foi posteriormente bombeada de uma mina de chumbo próxima.
Durante o início de 2019, o fluxo de água da nascente foi interrompido devido a trabalhos de reparação.
O Santuário e a fonte são administrados pela Paróquia de Holywell em nome da Diocese católica de Wrexham. O Centro de Visitantes adjacente é a entrada da fonte. Os banhos ocorrem apenas na piscina exterior.